# Joakim Ollén
Rolf Joakim Ollén, född 2 december 1952 i Slottsstadens församling, Malmöhus län, är en svensk verkställande direktör, tidigare generaldirektör och politiker (moderat).

## Biografi
Ollén växte upp i ett kulturellt hem som son till radiochefen och litteraturvetaren Gunnar Ollén och teologie kandidat Kirsten Ollén, född Elmquist. Han började sin bana som barnskådespelare i Astrid Lindgrens Mästerdetektiven Blomkvist på nya äventyr tillsammans med bland andra Peter Oskarson och Stellan Skarsgård på Malmö stadsteater 1964. Senare fortsatte han sporadiskt teaterverksamheten och gjorde bland annat titelrollen i Studioteaterns uppsättning av Ludvig Holbergs tragikomiska Jeppe på berget 1988.
Han blev juris kandidat 1974 och var riksdagsman för moderaterna i Fyrstadskretsen 1976–1983 efter att i riksdagsvalet 1976 blivit vald som den dittills yngste riksdagsledamoten någonsin. Han var 1983 ledamot av Lagutskottet och Riksdagens revisorer och medverkade i flera statliga utredningar.
Efter att ha lämnat riksdagen återvände Ollén 1983 till Malmö för att 1985 bli kommunstyrelsens ordförande och finanskommunalråd, efter att Malmö för första gången på 66 år och första gången sedan den allmänna rösträttens införande fått borgerlig majoritet. Ollén lämnade dessa poster vid den borgerliga valförlusten 1988, men återvaldes efter kommunalvalet 1991. Han lämnade kommunalpolitiken 1994. Han var även ordförande i Svenska Kommunförbundet 1992–1995 samt vice ordförande i Europeiska regionkommittén.
Ollén blev generaldirektör för Lantmäteriet 1997 och verkställande direktör för Akademiska Hus 2003. Tillsammans med Erik Selin grundade han 2007 den verksamhetsdrivande fastighetskoncernen Kunskapsporten, vars vd han varit sedan start. Han har bland annat även varit styrelseordförande i Sydkraft, vice ordförande i styrelsen för Högskolan i Gävle, samt ordförande för Svenska Squashförbundet. Han är också ordförande i Sveriges Sportfiske- och Fiskevårdsförbund.

### Familj
Med sin tidigare hustru, Eva Ollén, född Östling, har han två söner, däribland Tobias Ollén.